# 浩妙寺
浩妙寺（こうみょうじ）は、東京都文京区向丘にある日蓮宗の寺院。山号は覚性山。旧本山は伊豆の玉沢妙法華寺、境師法縁（明和会）。暦学者大場南湖の墓がある。

## 歴史
寛永5年（1628年）太田家邸内の持仏堂として覚音院日遵（妙法華寺の18世、寛永16年（1639年）没）を開山に浩妙院（太田資宗の姉で下総高岡藩藩主井上政重の正室、延宝7年（1679年）没）が開基した。

## 境内
- 本堂　浩妙院の持仏堂が起源。
- 七面堂　七面大明神を祀る

## 墓所
- 下総国高岡藩井上家分家の旗本家
- 旗本亀井氏（三省堂書店・三省堂の創業者亀井忠一）
- 旗本一色氏
- 絵師・石塚是則、石塚寧斎
- 大相撲の年寄名跡勝ノ浦代々
- 6代目富士田音蔵
- 統計学者・杉亨二男　杉四郎家

## 参考資料
- 日蓮宗寺院大鑑編集委員会『宗祖第七百遠忌記念出版 日蓮宗寺院大鑑』大本山池上本門寺 (1981年)
- 『本郷區史』
- 『東京名所図会』

座標: 北緯35度43分11.5秒 東経139度45分25.1秒 / 北緯35.719861度 東経139.756972度